# Wasserturm Schwerin-Neumühle

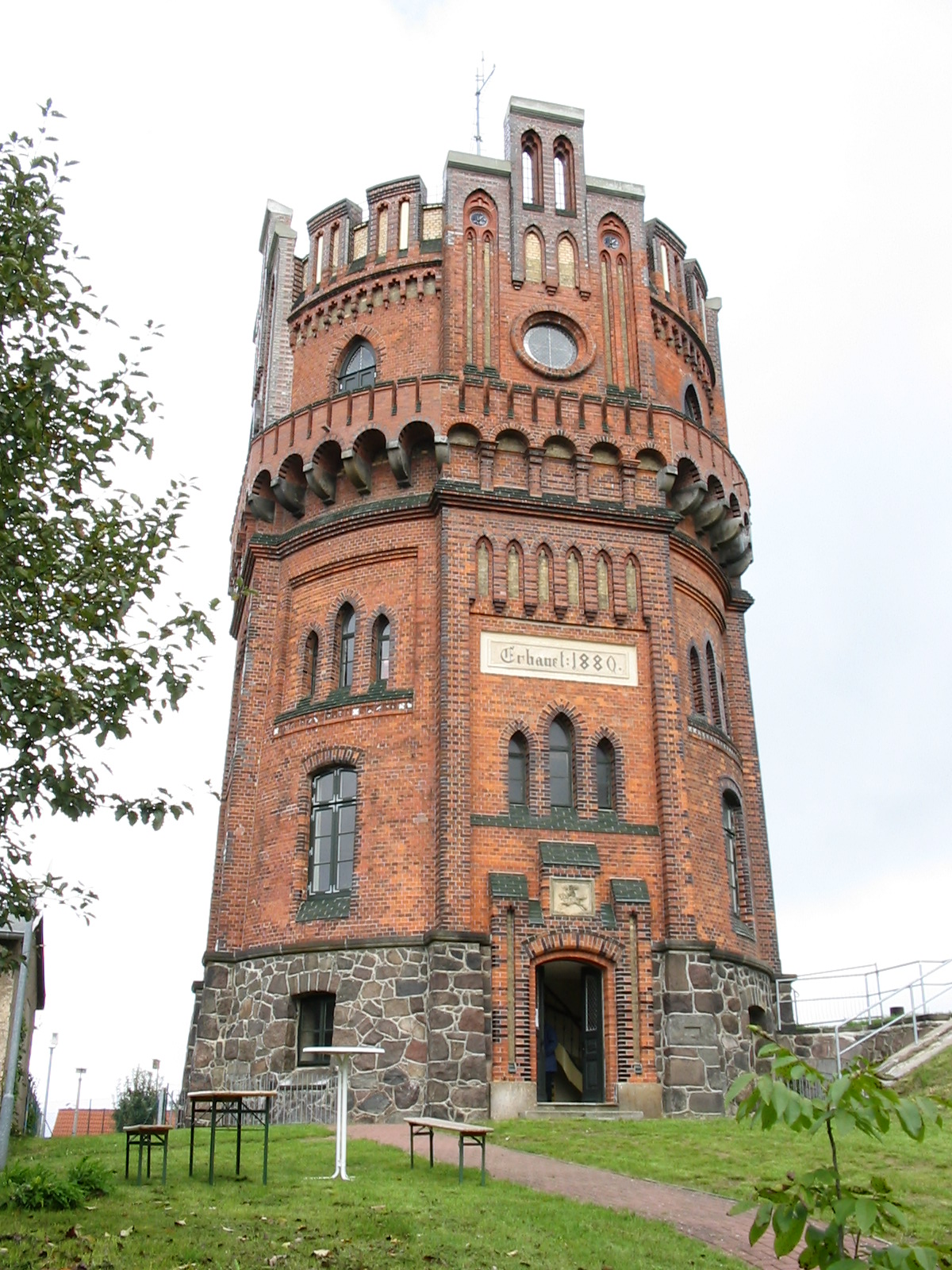
Wasserturm in Schwerin-Neumühle

Der Wasserturm steht im Schweriner Ortsteil Neumühle an der Straße „Am Wasserturm“. Mit seiner Lage auf dem 86,1 m hohen Weinberg befindet er sich auf dem höchsten Punkt der Stadt Schwerin und ist noch heute als Druckausgleichsbehälter in das Trinkwassernetz eingebunden.

## Bau und Technik

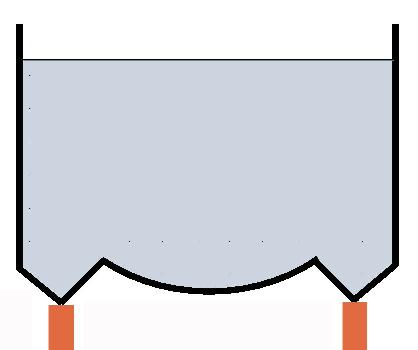
Wasserbehälter
Typ Intze-2

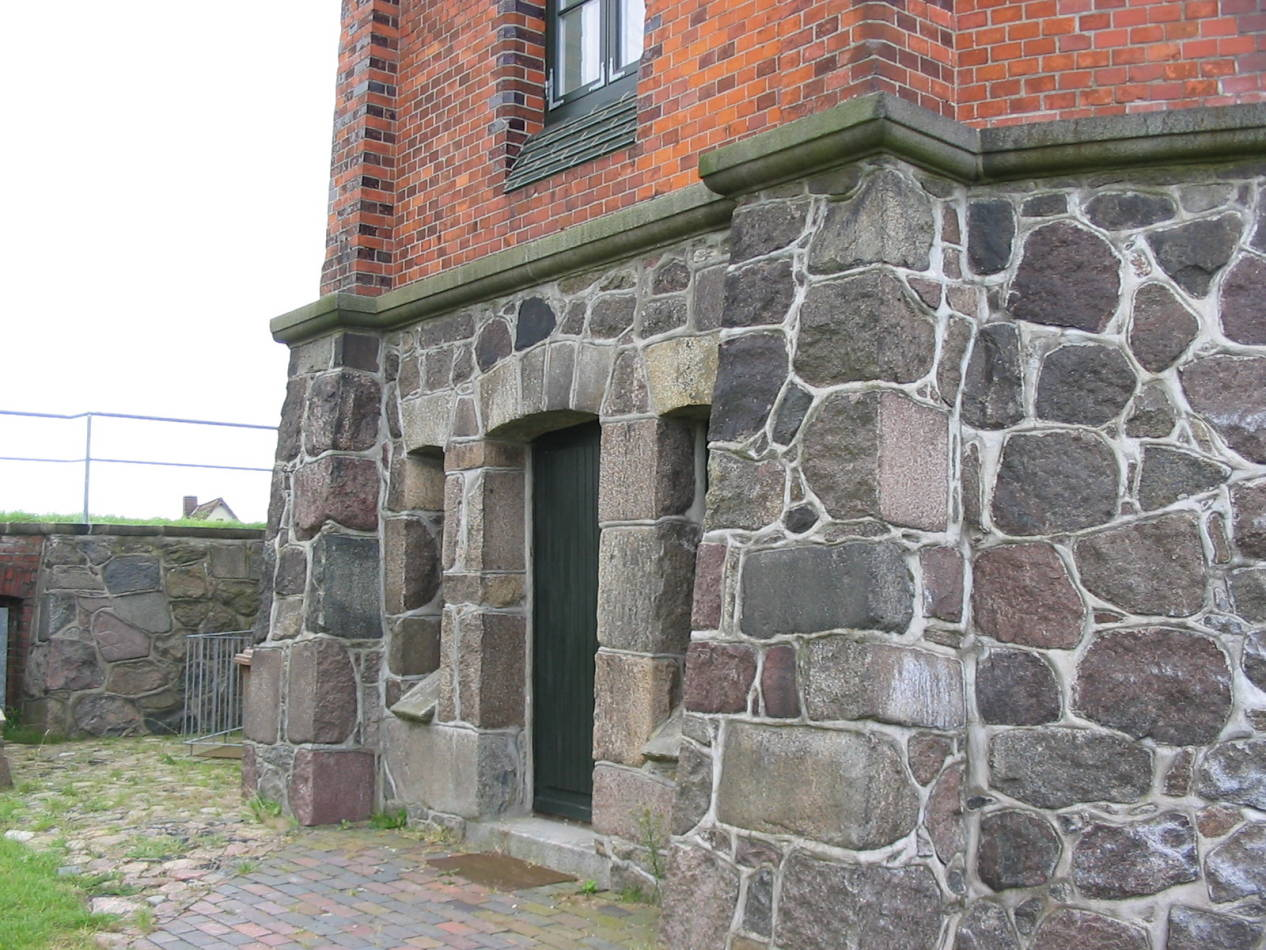
Natursteinsockel

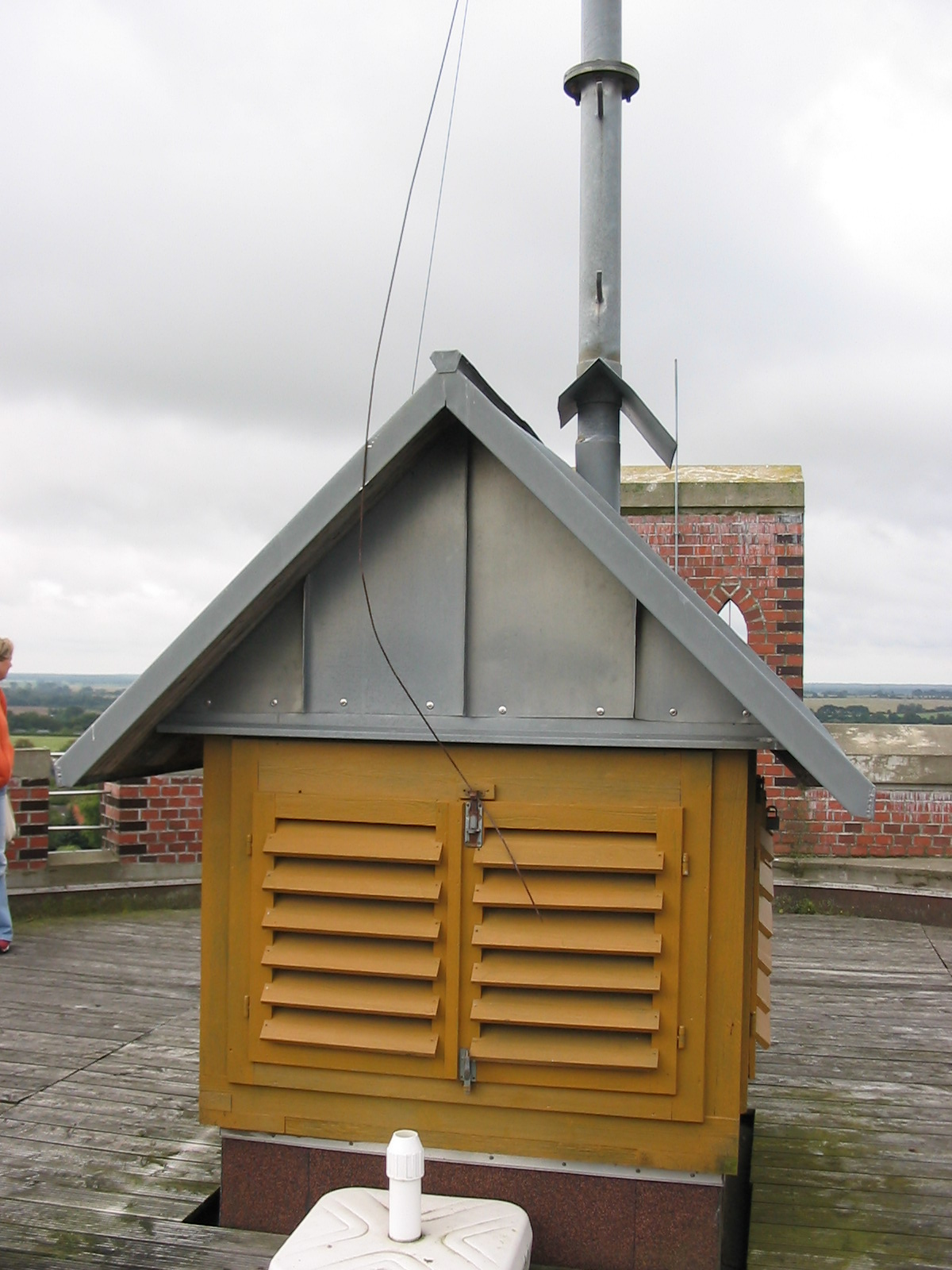
Auf dem Dach des Turms

Der 22,5 m hohe und einem Durchmesser von 11,50 m Wasserturm wurde vom Berliner Architekten Henry Gill entworfen sowie laut Inschrift 1880, und anderen Quellen 1889, vom Baumeister Carl Benduhn errichtet. Auf einem polygonalen Natursteinsockel erhebt sich ein zweischaliger Backsteinbau, der die Formensprache der Backsteingotik aufnimmt. Bei den Steinen handelt es sich um Klinker im alten Reichsformat. Spitzbogige Fenster, Blendnischen und glasierte Backsteine gliedern das Mauerwerk. Ein Rundbogenfries markiert die Stelle, wo der Wasserbehälter beginnt. Nach oben wird der Turm von einem Zinnenkranz abgeschlossen. Der eiserne Wasserbehälter ist genietet, es handelt sich um einen Intze-2-Behälter mit 2 mal 175 m³, also 350 m³ Fassungsvermögen. Bauwert 1889 Trinkwasserbehälter ca. 36.500 RM. Im Jahre 1890 wurde der Schweriner Wasserturm in Betrieb genommen.

## Nutzung
Zur Bauzeit des Turms wurde eine zentrale Wasserversorgung für Schwerin eingerichtet. Dabei wurde das Wasser aus dem Neumühler See zunächst über vier offene Sandfilter in einen 70.000 Liter fassenden Reinwasserschacht geleitet. Von dort aus konnte man es entweder in den Wasserturm oder in seitlich gelegene Erdbehälter pumpen. Mit der Umstellung von Oberflächenwasser- auf Grundwasserversorgung am Beginn des 20. Jahrhunderts wurden die Erdbehälter stillgelegt.
Heute ist der Turm Eigentum der WAG Schwerin mbH und das älteste technische Bauwerk der öffentlichen Wasserversorgung in Schwerin. Als letzter der Schweriner Wassertürme ist er auch heute noch mit dem Wasserwerk Mühlenscharrn und somit mit dem Wasserversorgungsnetz der Stadt verbunden. Der Wasserbehälter im Inneren wird als Druckausgleichsbehälter (Gegenbehälter) genutzt (Stand 2007).Bis zur Wende wurde ein Funksendemast auf dem Wasserturm für das betriebliche UKW-Funknetz genutzt.

## Erhaltung
Der Wasserturm Neumühle steht unter Denkmalschutz. Sanierungen wurden in den Jahren 1990/1991 vorgenommen. Ein zweiter Sanierungsabschnitt begann im Jahr 2000, ein dritter im Jahr 2003. Folgende Arbeiten wurden dabei durchgeführt:
- Auskleidung des Behälterinneren mit Zementmörtel
- Korrosionsschutz von Behälter und Armaturen
- Instandsetzung von Zinnen und Dach, Rohrkeller, Decken und Fußboden u. a.
- Ausbesserung des Mauerwerks
- Erneuerung der Balkone, des Kleeblattfrieses und der Türen und Fenster.

## Bilder vom Inneren

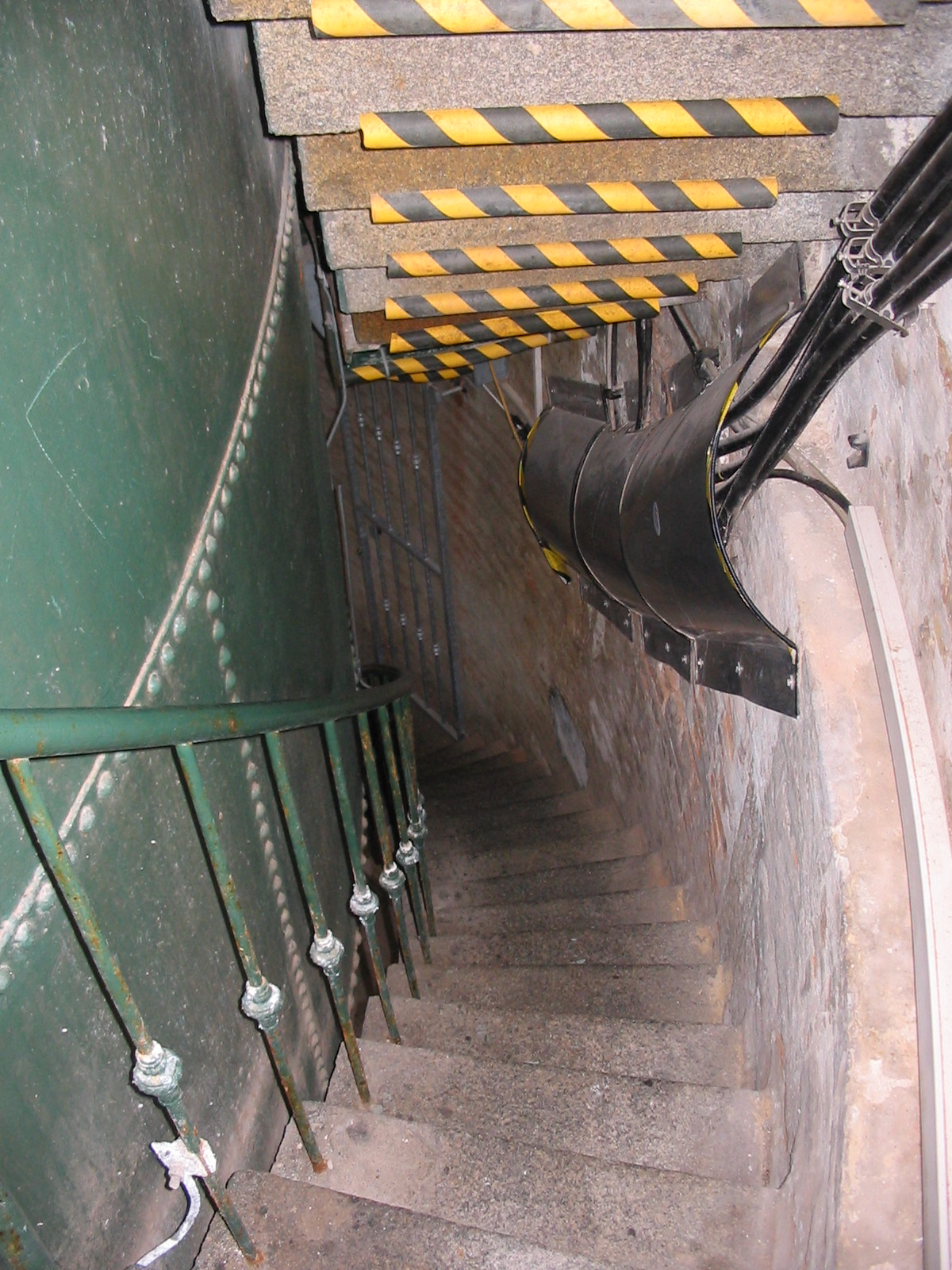
Treppe am Wassertank im Innern des Turms
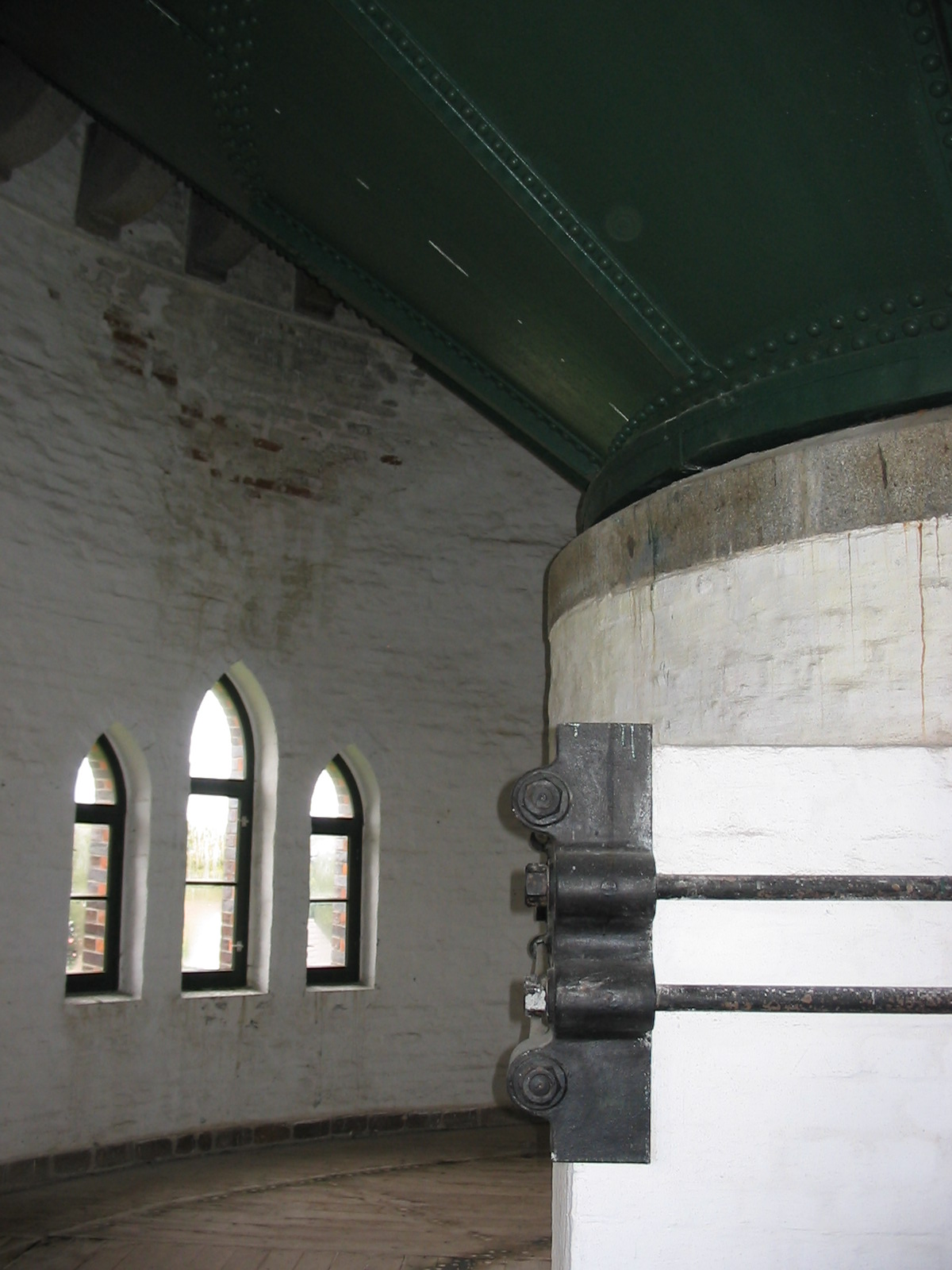
Teil des Sockels des Wassertanks
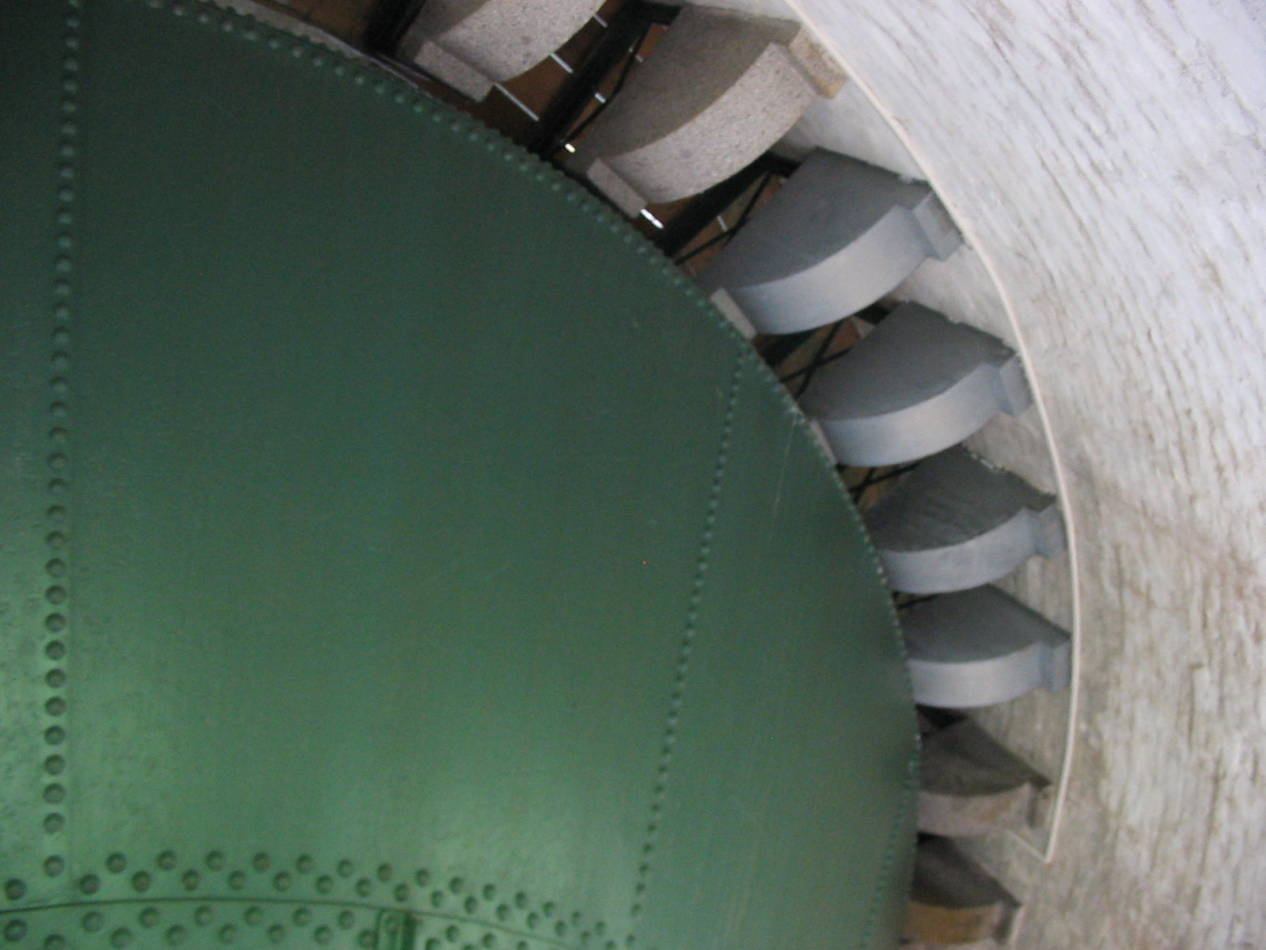
Unterseite des Wassertanks